# Clubul Sportiv Dinamo București 2015-2016 (pallavolo femminile)
Questa voce raccoglie le informazioni riguardanti il Clubul Sportiv Dinamo București nelle competizioni ufficiali della stagione 2015-2016.

## Organigramma societario
Area direttiva
- Presidente: Eduard Chermes

Area organizzativa
- General manager: Marian Ștefan

Area tecnica
- Allenatore: Branko Gajić
- Allenatore in seconda: Alexandru Bradea

## Rosa
| N° | Nome                 | Ruolo | Data di nascita | Nazionalità sportiva |
| -- | -------------------- | ----- | --------------- | -------------------- |
| 1  | Sînziana Motroc      | S     | 28 giugno 1996  | Romania              |
| 3  | Ana-Maria Ştefan     | L     | 20 aprile 1981  | Romania              |
| 5  | Alida Marcovici      | C     | 20 marzo 1973   | Romania              |
| 6  | Daniela Mincă        | P     | 14 luglio 1971  | Romania              |
| 7  | Liana Smărăndache    | C     | 9 agosto 1989   | Romania              |
| 10 | Ionela Dobra         | P     | 7 gennaio 1997  | Romania              |
| 14 | Alexandra Kapelovies | P     | 12 ottobre 1989 | Romania              |
| 15 | Mirela Corjeutanu    | S     | 6 luglio 1977   | Romania              |
| -  | Roxana Țucmeanu      | L     | 21 aprile 1998  | Romania              |
| -  | Elena Lăpușneanu     | S     | 7 gennaio 1985  | Romania              |
| -  | Irina Alexandru      | S     | 2 maggio 1986   | Romania              |